# 名港潮見インターチェンジ
名港潮見インターチェンジ（めいこうしおみインターチェンジ）は、愛知県名古屋市港区にある、伊勢湾岸自動車道・伊勢湾岸道路（国道302号有料道路区間）のインターチェンジである。

## 概要
名古屋港潮見ふ頭に設けられたインターチェンジである。名港トリトンと称される3大斜張橋の内、名港中央大橋と名港東大橋の結節点に位置する。インター形式はトランペット型で、双方向式のフルインターチェンジ（豊田、四日市方面の双方向へアクセス可）である。計画段階では9号地インターチェンジと仮称されていた。

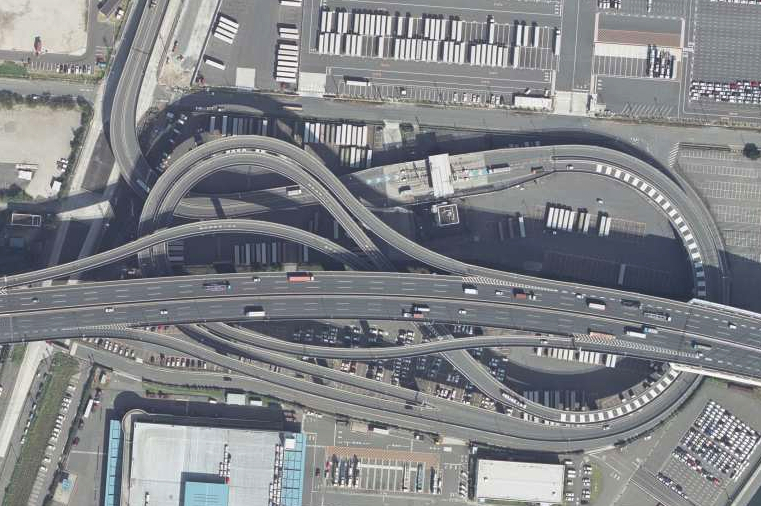
インターは8の字型を構成。フルセットタイプである。
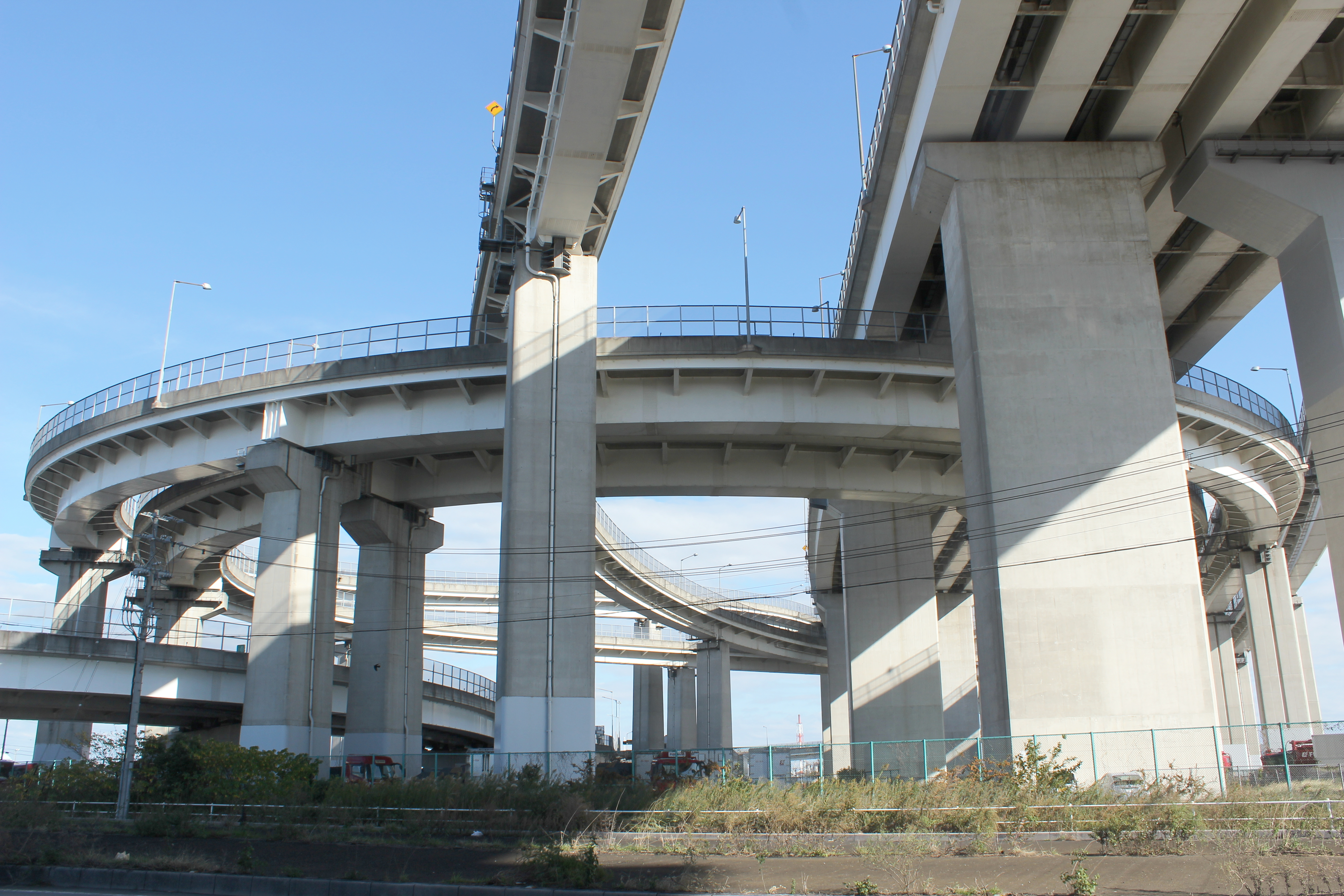
複雑に入り組むランプウェイ。
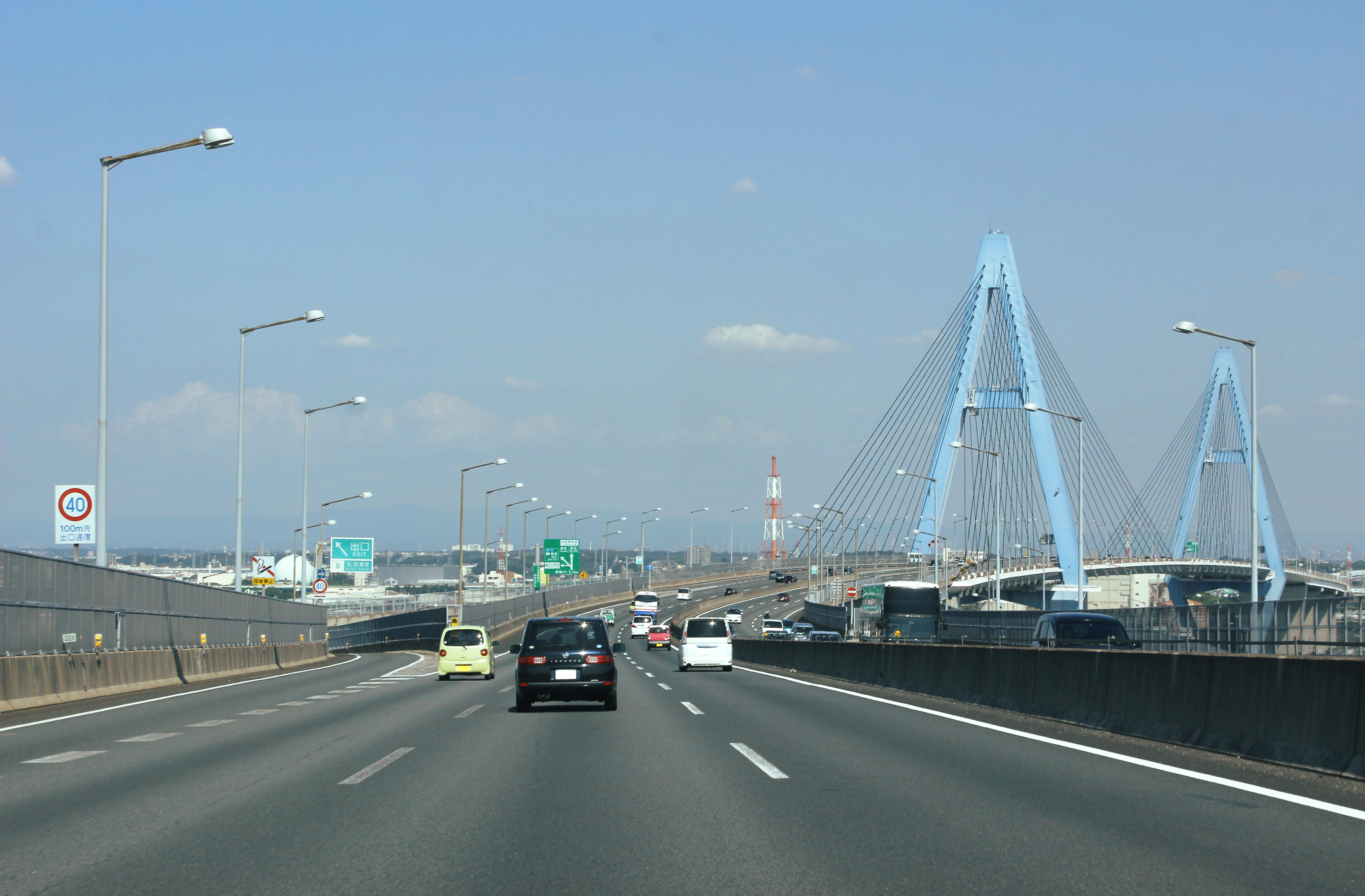
上り線出口付近。名港中央大橋と名港東大橋の結節点に当該ICを配置する。

## 歴史

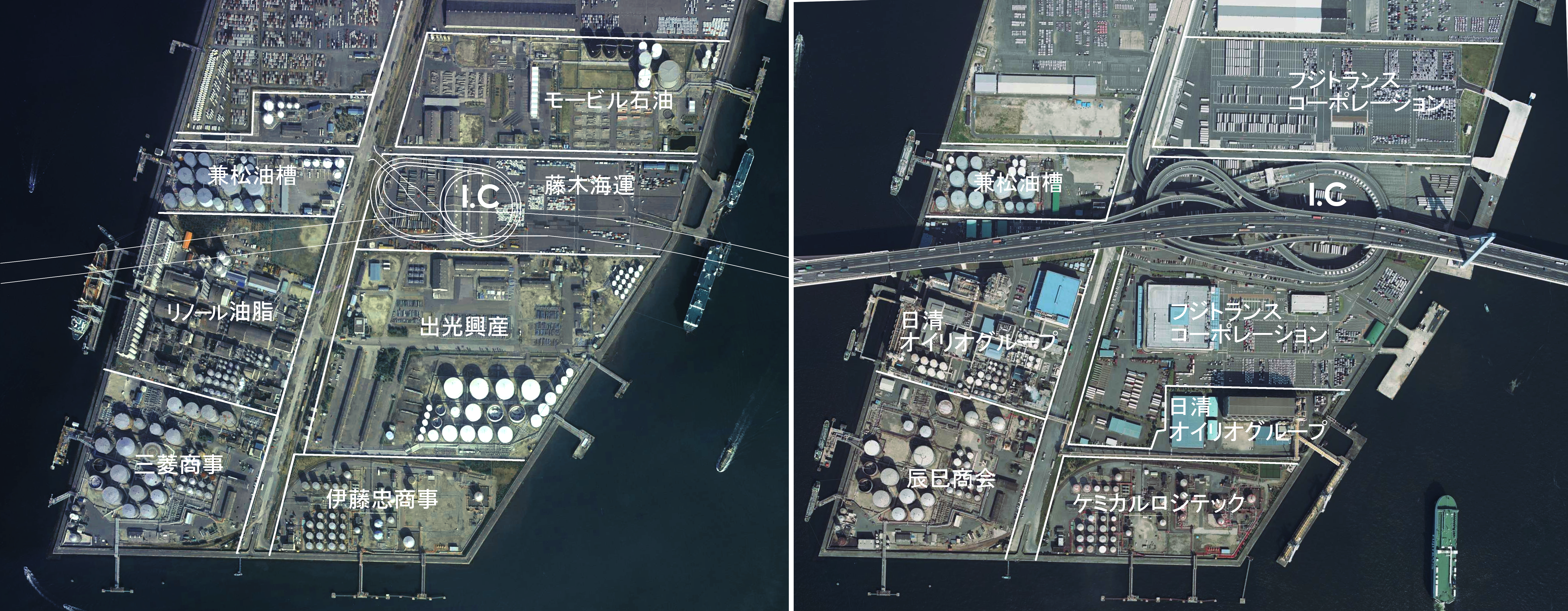
画像左は1982年時点の9号地、画像右は2007年時点の同地点。名港潮見ICは企業用地に建設されることから用地取得が必要であった。このため、出光興産が南4区へ全面移転のうえ、そこへインター用地を提供したリノール油脂と藤木海運が移転した。名古屋港管理組合も出光興産の土地を一部取得してインター用地にあてた。画像左のインター形状はハーフインター構造である。
画像：『国土交通省「国土画像情報（カラー空中写真）」（配布元：国土地理院地図・空中写真閲覧サービス）』、企業位置の典拠:『第26回　技術報告会資料　道路編』昭和52年7月、建設省中部地方建設局、79頁、『名古屋港要覧2016』名古屋港管理組合（画像は2007年だが企業位置は2016年の資料によった）。

名古屋環状2号線の専用部（自動車専用道路）設置が検討された1965年頃は9号地インターの計画はなく、名古屋港エリアとしては東海ICと金城IC（現・名港中央IC）、西２区IC（現・飛島IC）が計画されるのみであった。この状況は1970年に至っても変わらなかったが、1973年度の建設省（現・国土交通省）における名古屋港横断道路の大規模特殊調査が開始されて以降は9号地ICの設置が検討された。
当初案は名港中央大橋と名港東大橋が吊り橋式であったことから、その間に挟まれる9号地ICはハーフインターチェンジとされた（のちに東大橋は斜張橋式に変更されたが中央大橋は吊り橋案が継続された）。しかし、ハーフインターチェンジでは9号地アクセスの利便性が損なわれることから双方向アクセス化が望まれ、さらには建設コストが高い吊り橋方式は有料道路事業における採算性に難点があること、および吊り橋に必要なアンカレイジを支える強固な地盤が9号地にはないことが問題化した。このため、内港航路（現・北航路）を移動のうえ橋長を短縮、併せて斜張橋式に変更することで、9号地ICも双方向式に転換することとした。なお、計画時点のインターは現構造よりもシンプルで、本線直下をループして臨港道路の東側に取り付く構造で、豊田方面への入口と同方面からの出口のみ設置、四日市方面とはアクセス不可であった。この当初案は防災面でも問題があるとされ、構造変更を後押しする要因の一つとなった。
潮見ふ頭（旧称・9号地）は石油工場、モータープール、油脂工場、火力発電所等が所在する工業地帯であり、この地にインターを設置するにあたっては地元施設として整備することになり、建設費用については愛知県と名古屋市が負担した。特に当該ICは民間企業が稼働中の場所に設置されることになったため、企業の移転が必要とされた。これについては国、県と立地企業4社で交渉の結果、出光興産が名古屋港の南四区（現・南浜ふ頭）へ移転のうえ、その跡地にリノール油脂（現・日清オイリオグループ）、藤木海運（現・フジトランスコーポレーション）に代替地として提供することで合意を見ている。その後、石油貯蔵施設の移設工事に2年の歳月を要し、1990年3月に出光興産の土地を取得してインター整備を行った。なお、インターの施工主体は日本道路公団ではなく、名古屋港管理組合である。

### 年表
- 1987年（昭和62年）
  - 6月15日 : 9号地インターチェンジの用地交渉が大筋で合意[14]。
  - 11月20日 : 東海市新宝町 - 金城ふ頭間の事業許可が下りる[18]。
- 1990年（平成2年）4月4日 : 伊勢湾岸道路の起工式が行われる[19]。
- 1991年（平成3年）
  - 4月27日 : 9号地インターを東側のみの片方向から西方向でもアクセスできるフルインターチェンジとするための都市計画変更の知事案を発表[3]。
  - 8月28日 : フルインターチェンジ化のための都市計画変更[11]。
- 1992年（平成4年）6月4日 : 9号地インター工事着手[20]。
- 1998年（平成10年）3月30日 : 名港潮見IC供用開始[21]。

## 周辺
- 新名古屋火力発電所
- 名古屋港ワイルドフラワーガーデン ブルーボネット
- 日産自動車 中部サービスセンター・東海部品センター
- 名古屋市営バス 名港潮見インター停留所

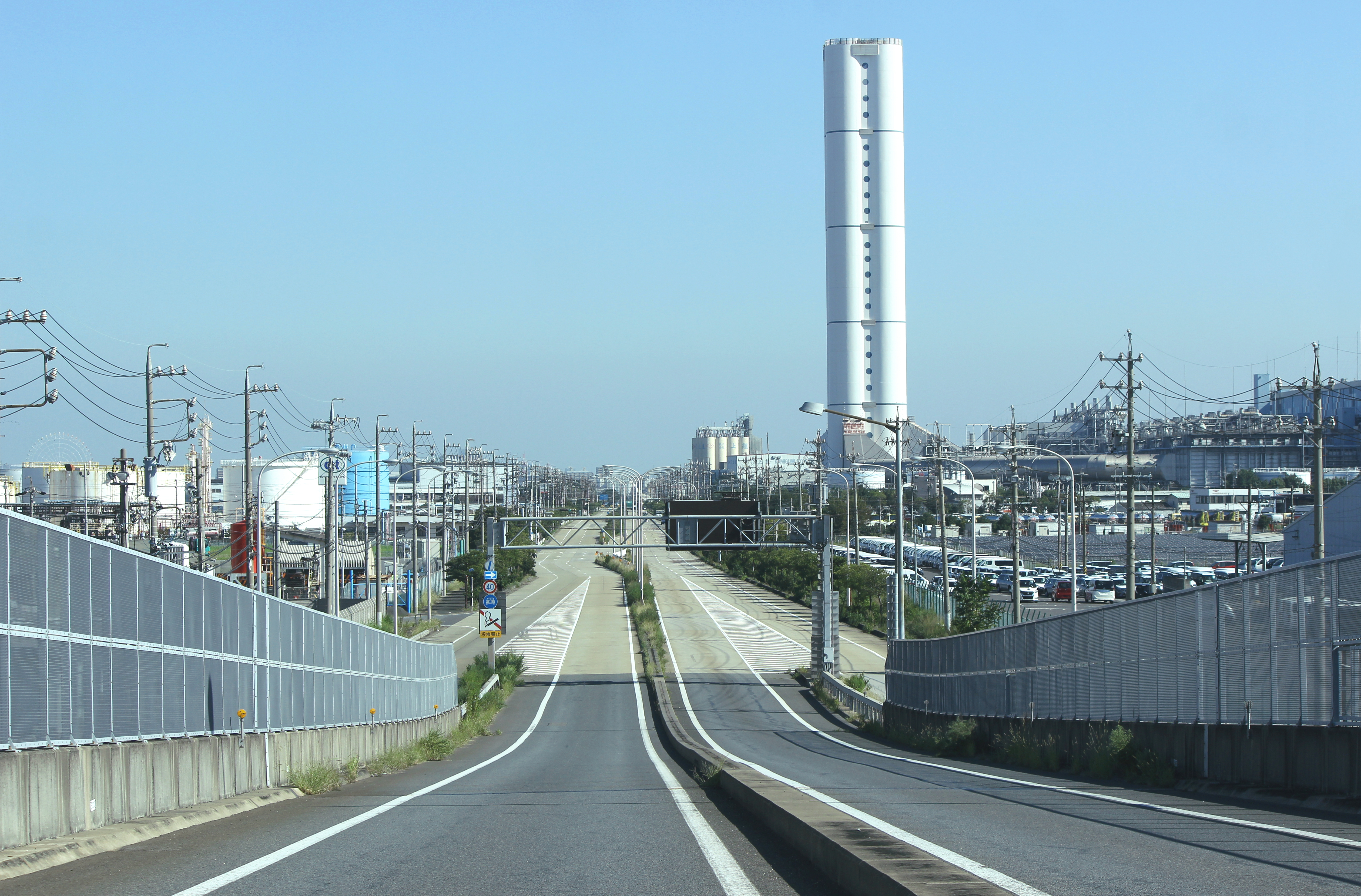
付近はエネルギー基地が立ち並び、石油等の危険物を扱う区域である[22]。右側の白煙突は新名古屋火力発電所[23]。
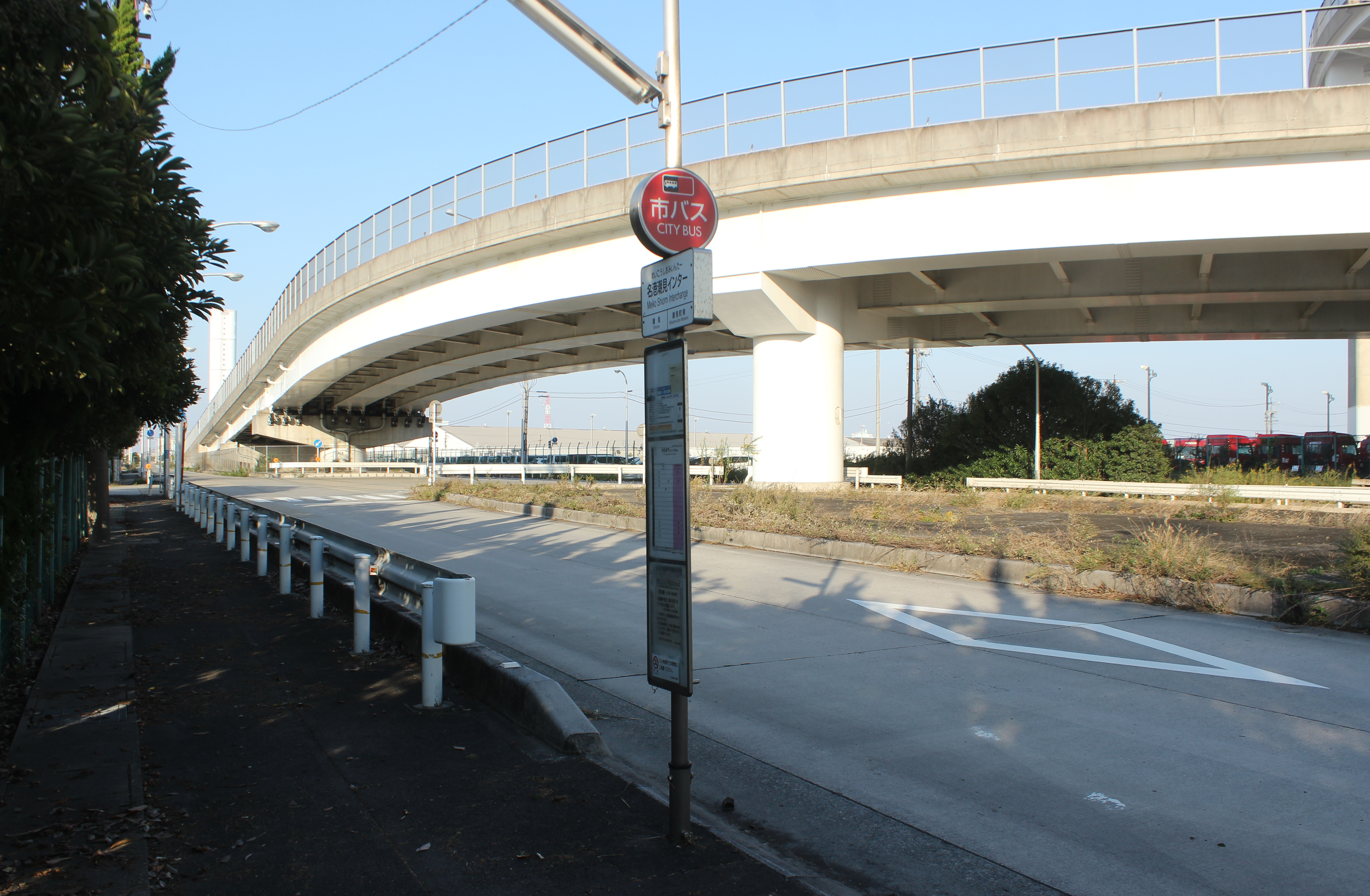
名港潮見インター停留所。奥はインターのランプ。
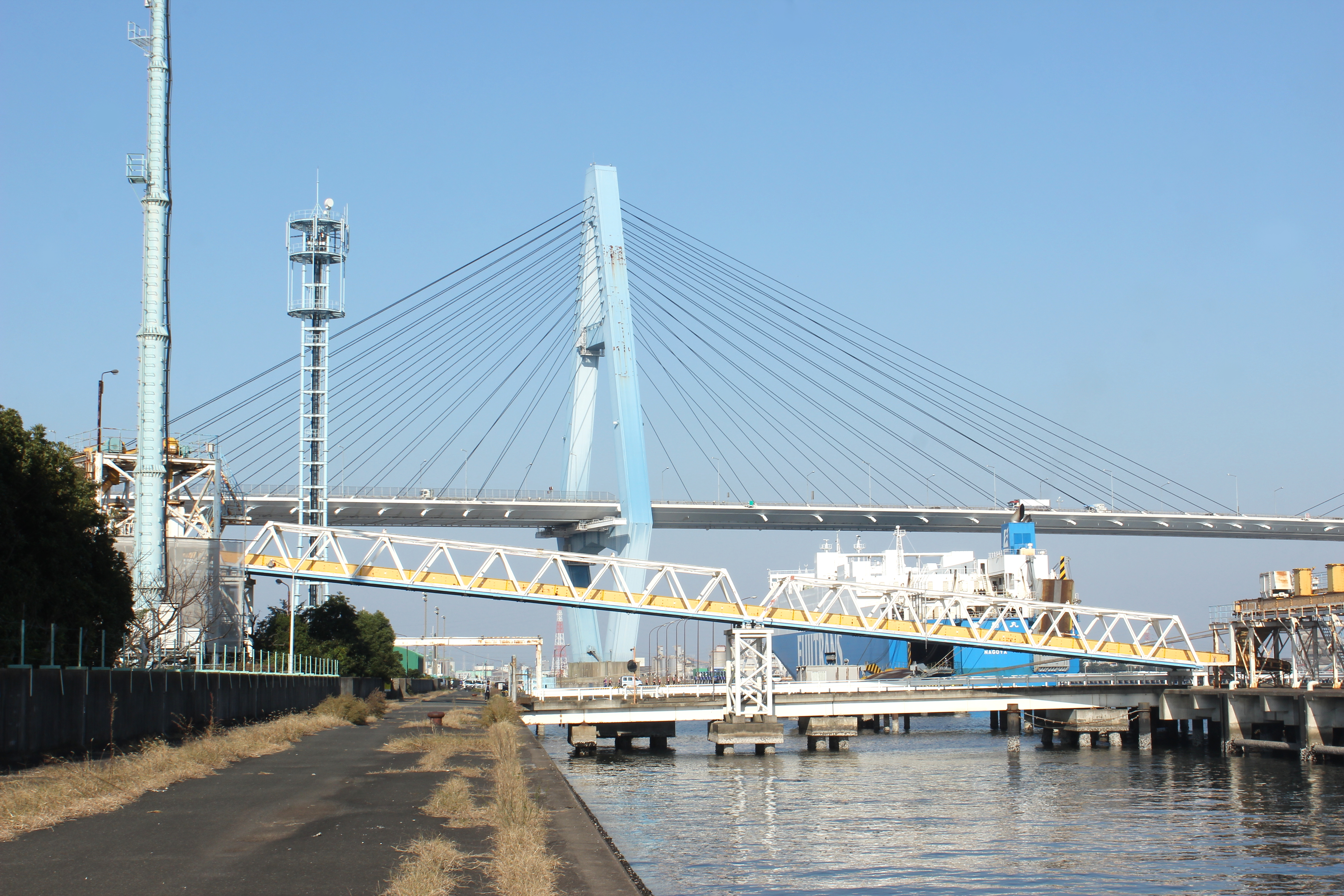
インター付近はモータープールや自動車輸送船、穀物運搬船の桟橋がある。

## 接続する道路
- 直接接続
  - 名古屋市道潮見町第1号線（臨港道路[16]）
- 間接接続
  - 愛知県道225号名古屋東港線[24]

## 料金所
| トールゲートは高架部に設置。 |  | トールゲートは高架部に設置。 |
| トールゲートは高架部に設置。 |  |                              |

レーン運用は、時間帯やメンテナンスなどの事情によって変更される場合がある。

### 入口
- レーン数：2[25]
  - ETC専用：1
  - ETC/一般：1

### 出口
- レーン数：2[25]
  - ETC専用：1
  - 一般：1

## 隣
E1A 伊勢湾岸自動車道・伊勢湾岸道路
(7) 東海IC / (7-1) 東海JCT - (8) 名港潮見IC - (9) 名港中央IC